# Aubenton (tổng)
Tổng Aubenton là một tổng ở tỉnh Aisne trong vùng Hauts-de-France.

## Địa lý
Tổng này được tổ chức xung quanh Aubenton thuộc quận Vervins. Độ cao thay đổi từ 141 m (Saint-Clément) à 266 m (Any-Martin-Rieux) với độ cao trung bình 198 m.

## Hành chính
| Giai đoạn | Ủy viên     | Đảng | Tư cách |
| --------- | ----------- | ---- | ------- |
| 2008-2014 | Bernard Noé | UMP  |         |
| 2001-2008 | Bernard Noé | DVD  |         |

## Các đơn vị cấp dưới
Le canton d'Aubenton gồm 13 xã với dân số là 3 309 người (điều tra năm 1999, dân số không tính trùng)
| Xã                 | Dân số | Mã bưu chính | Mã insee |
| ------------------ | ------ | ------------ | -------- |
| Any-Martin-Rieux   | 505    | 2500         | 02020    |
| Aubenton           | 713    | 2500         | 02031    |
| Beaumé             | 118    | 2500         | 02055    |
| Besmont            | 146    | 2500         | 02079    |
| Coingt             | 73     | 2360         | 02204    |
| Iviers             | 172    | 2360         | 02388    |
| Jeantes            | 213    | 2140         | 02391    |
| Landouzy-la-Ville  | 530    | 2140         | 02405    |
| Leuze              | 171    | 2500         | 02425    |
| Logny-lès-Aubenton | 73     | 2500         | 02435    |
| Martigny           | 460    | 2500         | 02470    |
| Mont-Saint-Jean    | 76     | 2360         | 02522    |
| Saint-Clément      | 59     | 2360         | 02674    |

## Biến động dân số
| 1962                                                     | 1968  | 1975  | 1982  | 1990  | 1999  |
| -------------------------------------------------------- | ----- | ----- | ----- | ----- | ----- |
| 4 081                                                    | 4 448 | 3 916 | 3 666 | 3 608 | 3 309 |
| Nombre retenu à partir de 1962 : dân số không tính trùng |       |       |       |       |       |